# Підгірне (Черняховський район)
Підгірне (рос. Подгорное) — селище Черняховського району, Калінінградської області Росії. Входить до складу Свободненського сільського поселення.
Населення —  157 осіб (2015 рік). 

## Населення
| 2002 | 2010 |
| ---- | ---- |
| 158  | ↘157 |